# 臍帶血
脐带血是指分娩后残留在胎盘和附着的脐带中的血液。 收集脐带血是因为它含有干细胞，可用于治疗造血和遗传疾病，例如癌症。

## 成分
臍帶血由全血中發現的所有元素組成-紅細胞，白細胞，血漿和血小板。與全血相比，血液成分存在一些差異，例如，臍帶血中天然殺傷細胞的數量較高，T細胞的絕對數量較低，未成熟T細胞的比例較高。然而，對臍帶血的興趣主要是由於觀察到臍帶血還包含各種類型的干細胞和祖細胞，主要是造血幹細胞。臍帶血中也存在一些非造血幹細胞類型，例如間充質干細胞，但是它們的數量要少得多，可以在成年骨髓中發現。臍帶血中還可以發現內皮祖細胞和多能的非限制性成體幹細胞。臍帶血中發現的干細胞通常會與胚胎幹細胞相混淆-與胚胎幹細胞不同，臍帶血幹細胞是所有類型的成年干細胞，受譜系限制且不是多能的。

## 醫療用途
臍帶血的使用方法與放射治療後的造血幹細胞移植用於重建骨髓的方法相同，適用於各种血液癌症和各種形式的貧血。其功效也相似。

## 移植的不良反應
不良反應類似於造血幹細胞移植，即如果臍帶血來自遺傳上不同的人，則稱為移植物抗宿主病，並且在免疫系統重建時有嚴重感染的危險。為了確保在移植過程中發生最少的併發症，必須存在一定程度的植入。 特別是必須同時產生中性粒細胞和血小板。然而，移植後中性粒細胞和血小板生成的過程比幹細胞要長得多。在許多情況下，移入時間取決於細胞劑量或血液樣本中獲得的幹細胞數量。在Moise博士關於臍帶血的文章，發現臍帶血中的幹細胞比骨髓中的幹細胞少大約10％。 因此，必須獲得足夠量的臍帶血以收集足夠的細胞劑量，但是該量因嬰兒而異，並且是不可替代的。鑑於這個想法很新，因此仍有許多研究需要完成。 例如，仍然未知臍帶血能安全冷凍多長時間而不會失去有益效果。
儘管對HLA的配對要求不嚴格，但與傳統的HSCT相比，臍帶血的發生率較低。

## 收集與儲存
臍帶血是嬰兒出生後胎盤和臍帶中殘留的血液。 有幾種收集臍帶血的方法。 臨床實踐中最常用的方法是“封閉技術”，類似於標準的採血技術。透過這種方法，技術人員可以使用連接到血袋的針頭對切斷的臍帶的靜脈進行插管，然後臍帶血通過針頭流入袋中。 平均而言，封閉技術可以收集約75毫升的臍帶血。
將收集的臍帶血冷凍保存，然後保存在臍帶血庫中，以備將來移植。 冷凍保存之前，臍帶血收集通常會耗盡紅細胞，以確保高水平的幹細胞恢復率。